# Sis dies de Niça
Els Sis dies de Niça va ser una cursa de ciclisme en pista, de la modalitat de sis dies, que es va disputar a Niça (França). Només es va organitzar l'edició de 1928.

## Palmarès
| Any  | Primers                            | Segons                         | Tercers                           |
| ---- | ---------------------------------- | ------------------------------ | --------------------------------- |
| 1928 | Georges Wambst · Charles Lacquehay | Noël Duvivier · Hubert Pagnoul | Pietro Bestetti · Michael Damerow |